# Uj (affluente dell'Irtyš)
L'Uj (in russo Уй?) è un fiume della Russia siberiana occidentale, affluente di destra dell'Irtyš. Scorre nel Kyštovskij rajon dell'oblast' di Novosibirsk e nei rajon Sedel'nikovskij e Tarskij dell'oblast' di Omsk.
Ha origine nella zona paludosa del Vasjugan'e, scorrendo con direzione dapprima meridionale, successivamente occidentale nella zona meridionale del bassopiano della Siberia occidentale, senza incontrare centri urbani di rilievo. Confluisce nel medio corso dell'Irtyš (a 1 374 km dalla foce) qualche chilometro a valle di Tara.
Il fiume è gelato in media da fine ottobre-primi di novembre a fine aprile-primi di maggio.